# Вавилина, Валентина Евгеньевна
Валентина Евгеньевна Вавилина (1911 — 1997) — советский хозяйственный, государственный и политический деятель.

## Биография
Родилась в 1911 году. Член КПСС.
С 1929 года — на хозяйственной, общественной и политической работе. В 1929—1983 гг. — комсомольский работник, работница печати, старший редактор издательства «Молодая гвардия», главный редактор издательства «Искусство», многолетний главный редактор журнала «Работница» (до 1983 года).
Тираж журнала под редакторством Вавилиной показал рост от 350—400 тысяч экземпляров в 1950-х годах до 12,6 миллионов экземпляров в 1974 году.